# حسین‌آباد ۲ (کوهبنان)
حسین‌آباد ۲ یک روستا در ایران است که در بخش مرکزی شهرستان کوهبنان واقع شده‌است.